# Gabriel Agraz García de Alba

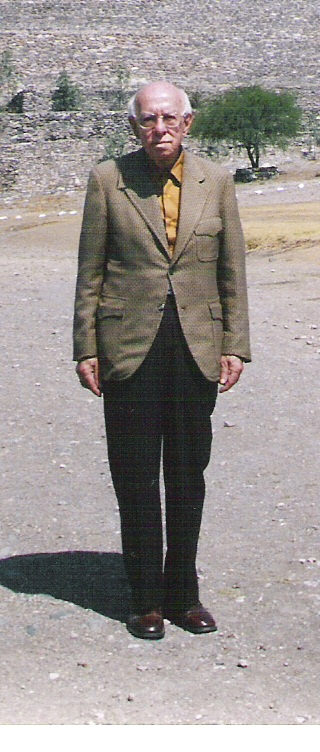

Gabriel Agraz García de Alba (Tecolotlán, Jalisco, 23 de marzo de 1926 - Guadalajara, 11 de marzo de 2009) (82 años) fue un historiador y genealogista mexicano.

## Biografía
De joven fue inducido por su padre a la agricultura y a la ganadería. Cuidaba un rebaño de mil cabras aproximadamente, también alimentaba toros de lidia, pues su padre Juan Ángel Agraz era destacado ganadero y agricultor, y su hermano Abraham Agraz se especializó en el estudio de cabras. Se casó a la edad de 20 años, con Alicia García de Alba y tuvo cinco hijos, Gabriel, Genoveva, Luis Eugenio, Rosa Esther y Margarita Agraz García de Alba.  Emigró a la Ciudad de México con el apoyo de la empresa tequilera Sauza en los años sesenta, para tener acceso a los Archivos y Bibliotecas. Trabajó como burócrata en la Asociación Mexicana Automovilística (AMA) y en la Secretaría de Comunicaciones y Transportes (SCT), pero no le agradó, porque no se desenvolvía plenamente en lo que le gustaba, que era la investigación histórica. Donó los instrumentos musicales para una banda de viento de niños en Tecolotlán y surtió de libros a la biblioteca municipal. Dedicó el resto de su vida al estudio de Jalisco, su historia y sus personajes. Se desempeñó como escritor, genealogista, investigador, paleógrafo, ensayista, comunicador, historiador y cronista.
Empezó desde niño al recabar datos históricos en forma autodidacta, ya en forma ordenada por el año de 1943, estudió profundamente acerca de los lazos de la familia Agraz en México, sus actividades de investigación profesionales fueron iniciadas en 1947, al escribir la historia de su pueblo, que publicó en 1950: Esbozos Históricos de Tecolotlán. Sus estudios sobre genealogía le impulsaron a redactar la historia de su familia y de otras ilustres familias jaliscienses. A lo largo de su carrera fue autor y editor de más de 60 obras tales como Jalisco y sus hombres, Ofrenda a México, Un Gaditano insigne en América, José María Narváez (quien elaboró el primer mapa de Jalisco y exploró Alaska). La obra Los Corregidores Don Miguel Domínguez y Doña Josefa Ortiz, iniciadores de la Independencia de México, entre otros libros que han llegado a las bibliotecas de países como Estados Unidos de América, Reino Unido, y España. De 1959 a 1965, fundó, organizó y dirigió El Departamento de Investigaciones Históricas, que cambió de denominación por Instituto Cultural Sauza. 
De 1966 a 1994 formó el primer archivo militar de Jalisco, y de 1966 a 1982 trabajó como investigador para el Instituto de Investigaciones Bibliográficas de la Universidad Nacional Autónoma de México (UNAM). Posteriormente, se casó con Elia María Brambila, a quien conoció en el primer periódico, Ecos de Provincia, que fundó en Tecolotlán. 

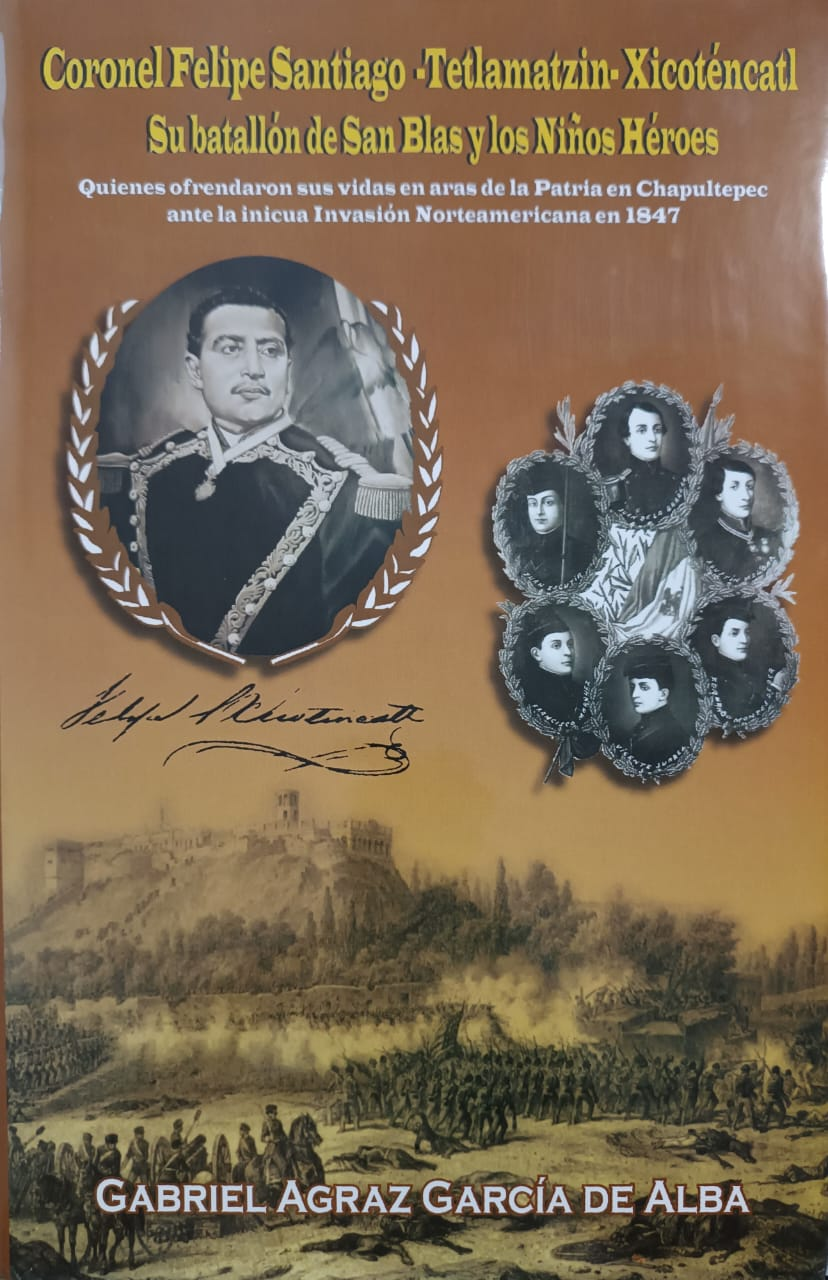

Fue miembro de la Sociedad de Genealogía y Heráldica, la Sociedad de Geografía y Estadística, la Academia de Letras y Ciencias, y la Real Academia Hispano Americana de Ciencias, Artes y Letras con sede en Cádiz, España. Fue condecorado con la insignia José María Vigil por decreto de la Legislatura del estado de Jalisco; escribió más de 150 artículos de carácter histórico y biográfico en periódicos mexicanos: El Informador, El Universal, El Occidental, El Nacional, entre otros. Ganó el Premio Jalisco 2006-2007 de literatura. Sus últimas investigaciones plasmadas en libros fueron acerca de héroes olvidados de la independencia de México, como Josefa Ortiz de Domínguez, en 1992, Mariano Matamoros Guridi, en 2002; Epigmenio González Flores, 2008, y del mismo año: Felipe Santiago Tetlalmatzin Saldaña, quien pasó a la historia conocido como Felipe Santiago Xicoténcatl, José María González de Hermosillo, del cual la capital del estado de Sonora lleva su nombre. En sus últimos días regresó a su estado, Jalisco, para instalar en Guadalajara el acervo de sus investigaciones históricas y para que se continúe la labor de investigación a través de una Asociación Civil que fundó. 
Murió el 11 de marzo de 2009 en Guadalajara, y sus restos descansan en Tecolotlán, Jalisco.